# Kebnekaise (musikalbum)
Kebnekaise är ett samlingsalbum från 1990 med den svenska rockgruppen Kebnekaise.
Albumet innehåller inspelningar från 1973–77 och utgavs ursprungligen på Silence Records (SRSCD 1605) och senare i internationell utgåva med titeln Electric Mountain (Resource RESCD 503, 1993).

## Låtlista
1. Barkbrödslåten / trad
2. Polska från Härjedalen / trad
3. Horgalåten / trad
4. Eklundapolskan / trad
5. Skänklåt från Rättvik / trad
6. Skänklåt till spelman / trad
7. Polska från Bingsjö / trad
8. Rättvikarnas gånglåt / trad
9. Halling från Ekshärad / trad
10. Gånglåt från Dala-Järna / trad
11. Comanche Spring / I. Böcker

### Fotnoter
1. ↑  ”Kebnekaise”. Svensk mediedatabas. http://smdb.kb.se/catalog/id/001476461. Läst 10 april 2012.